# Тосколано-Мадерно
Тоскола̀но-Мадѐрно (на италиански: Toscolano-Maderno, на източноломбардски: Toscolà-Madèren, Тоскола-Мадерен) е община в Северна Италия, провинция Бреша, регион Ломбардия. Разположена е на 86 m надморска височина, на западния бряг на езеро Гарда. Населението на общината е 8101 души (към 2013 г.).
Административен център на общината е градче Тосколано (Toscolano).